# Parti éthiopien de l'unité démocratique

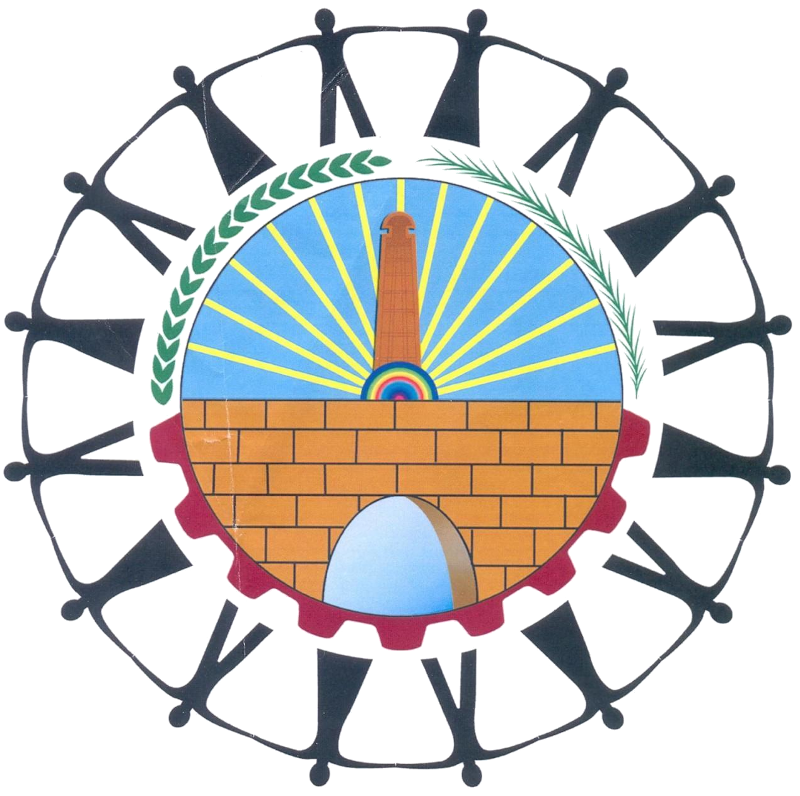
Logo du Parti démocratique éthiopien, un des principaux partis d'opposition en Éthiopie.

Le Parti éthiopien de l'unité démocratique est un parti politique éthiopien.
Lors des élections législatives du 15 mai 2005, il fait partie de la coalition des Forces démocratiques éthiopiennes unies qui a remporté 52 des 527 sièges à la Chambre des représentants des peuples.